# Misery Made Me
Misery Made Me – jedenasty album studyjny kanadyjskiej grupy Silverstein, wydany 6 maja 2022 nakładem NSEW Recordings (własna wytwórnia zespołu) i UNFD.

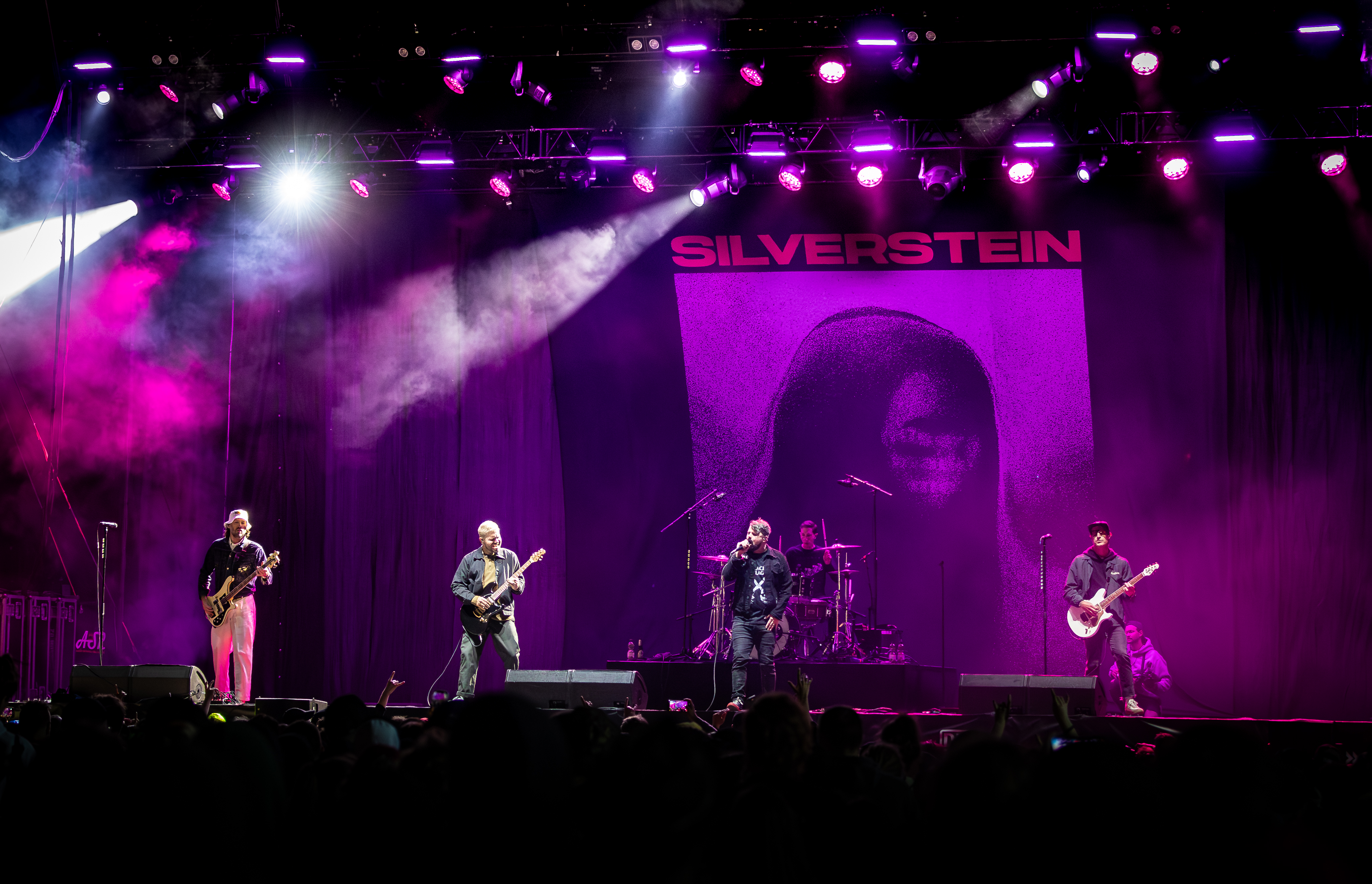
Występ Silverstein podczas festiwalu Rock am Ring 2023. W tle grafika uwieczniona na okładce płyty Misery Made Me

## Utwory
1. „Our Song” – 3:11
2. „Die Alone” – 2:47
3. „Ultraviolet” – 2:53
4. „Cold Blood” – 2:52
5. „It's Over” – 3:23
6. „The Altar / Mary” – 3:58
7. „Slow Motion” – 3:08
8. „Don't Wait Up” – 3:27
9. „Bankrupt” – 3:21
10. „Live Like This” – 3:56
11. „Misery” – 4:08

Dodatkowe utwory w wersji Deluxe
12. „Poison Pill” – 3:17
13. „Stitches” – 2:40
14. „Mary” (wersja orkiestrowa) – 1:26
15. „Don't Wait Up” (akustycznie) – 2:55
16. „Poison Pill” (akustycznie) – 3:10
17. „Bankrupt” (na żywo w Toronto) – 3:32
18. „It's Over” (na żywo w Toronto) – 3:44

## Twórcy
Skład zespołu
- Shane Told – śpiew
- Josh Bradford – gitara rytmiczna
- Paul-Marc Rousseau – gitara prowadząca, koprodukcja
- Paul Koehler – perkusja, menedżment
- Billy Hamilton – gitara basowa, śpiew

Inni zaangażowani
- Andrew Neufeld (Comeback Kid) – gościnnie śpiew w utworze 2
- Trevor Daniel – gościnnie śpiew w utworze 4
- Mike Hranica (The Devil Wears Prada) – gościnnie śpiew w utworze 7
- nothing,nowhere. – gościnnie śpiew w utworze 10
- Francesca Caldara – A&R
- Mike Tompa – koprodukcja utworu 6
- Daniel Braunstein – koprodukcja utworu 7
- Darren Magierowski, Jill Zimmermann – asystenci inżyniera
- Mike Kalajian – mastering
- Wyatt Clough – fotografie
- Sam Guaiana – produkcja, inżynieria, miksowanie

## Opis
Materiał nagrano w Jukasa Studios (Ohsweken, Ontario), a mastering wykonano w GZ Media. Płytę rejestrowano podczas trwającej pandemii COVID-19 i związanych z tym ograniczeń.
Płyta stanowi album koncepcyjny i głównym wątkiem tematycznym jest nieszczęście, a z tego powodu piosenki zawierają spory ładunek smutku, złości i frustracji.
Album promowały teledyski do utworów „Bankrupt” (2021, reż. Wyatt Clough), „It's Over” (2021), „Ultraviolet” (2022, reż. Wyatt Clough), „Die Alone” (2022, reż. Wyatt Clough), „Live Like This” (2022, reż. Wyatt Clough), „Poison Pill” (2023, reż. Wyatt Clough).
W utworze i teledysku do piosenki „Live Like This” pojawił się gościnnie muzyk nothing,nowhere., zaś członkowie Silverstein wystąpili gościnnie w jego utworze oraz klipie do utworu „Thirst4Violence” (2023).